# 加尔姆
加尔姆是塔吉克斯坦共和国直辖区的一个城镇，为拉什特县的行政中心。